# Gmina Fox (Iowa)
Gmina Fox (ang. Fox Township) – gmina w USA, w stanie Iowa, w hrabstwie Black Hawk. Według danych z 2020 roku gmina miała 695 mieszkańców.